# 15-я Македонская Крушевская ударная бригада
15-я Македонская Крушевская ударная бригада (сербохорв. Петнаеста македонска Крушевска ударна бригада / Petnaesta makedonska Kruševska udarna brigada, макед. Петнаесетта македонска Крушевска ударна бригада) — воинское формирование Народно-освободительной армии Югославии, участвовавшее в Народно-освободительной войне на территории Вардарской Македонии.

## История
Образована 9 сентября 1944 в местечке Гуменя близ Крушево. Численность: 700 человек (400 из Крушевского партизанского отряда и 300 добровольцев из Крушево). С 11 по 17 сентября 1944 при помощи болгарских дезертиров вела бои с немецкими группами вермахта «Гулман» и «Пабст» и подразделениями 4-й полицейской дивизии СС. Расформирована во второй половине сентября 1944 года, личный состав переведён в 41-ю, 48-ю и 49-ю Македонские дивизии НОАЮ.

## Командование
- Богоя Йоновский — командир
- Миле Филиповский — командир
- Петар Пепелюговский — политрук
- Войне Павловский — политрук